# Axel Kulle (1891–1964)
Axel Kulle, född 5 oktober 1891 i Öjhult, Pjätteryds församling, Småland, död 5 september 1964 i Sankt Johannes församling, Malmö, var en svensk målare och dekorationsmålare. 
Kulle studerade vid Tekniska skolan 1915–1917, därefter var han vid Wilhelmsons målarskola 1918–1919 samt Konsthögskolan 1920–1924. Han har utfört dekorativa målningar i Brandstads kyrka och Röddinge kyrka. Han deltog med ett prisbelönat förslag i tävlan om dekorativ utsmyckning av gravkoret i Högalidskyrkan, Stockholm.
Kulle är begraven på Sankt Pauli södra kyrkogård i Malmö.